# Papuadytes shizong
Papuadytes shizong là một loài bọ cánh cứng trong họ Bọ nước. Loài này được Balke & Bergsten miêu tả khoa học năm 2003.